# Піонерська печера
Піоне́рська — карстова печера, розташована в Абхазії, Гудаутському районі, на південному схилі Бзибського масиву. Протяжність 1700 м, проективна довжина 1150 м, глибина −815 м, площа 3600 м², об'єм 60000 м³, висота входу 1500 м.

## Складнощі проходження печери
Категорія складності 5А.

## Опис печери
Печера знаходиться в борті невеликої карстової воронки в зоні лісу. Починається колодязем глибиною 16 м. Далі до глибини −330 м слідує серія колодязів, каскадів, уступів, розділених невеликими ділянками вузьких галерей. Глибини колодязів і великих уступів 15, 25, 10, 35, 15, 45, 20, 65, 10, 10 м. З глибини −330 м починається постійний струмок, морфологія порожнини змінюється. Вертикальні ділянки змінюються протяжними меандрами, розділеними між собою каскадами і колодязями 20, 40, 20 м, Найпротяжніший меандр розташовується на глибині −450 м; при довжині 300 м він набирає глибину 50 м. Меандр кінчається великим обводненим колодязем глибиною −53 м. Від дна колодязя починається наступний короткий меандр, потім каскад 8 м, на дні озеро (-600 м). Далі слідує крутопохилий вузький хід протяжністю 130 м і широкий колодязь 40 м. З дна колодязя починається серія похилих ділянок, ускладнених брилами, і невеликих уступів до 12 м глибиною. Наприкінці порожнини є вузький сифон завдовжки 12 м, за яким невелика ділянка сухого ходу і непрохідна обводнена щілина. Шахта закладена в нижньокрейдових вапняках. Припускається її гідрологічний зв'язок з джерелом Мчішта.

## Історія дослідження
Виявлена в серпні 1981 м красноярськими спелеологами і пройдена до −170 м (кер. В. Шорохов). У 1982 р. досліджена спелеологами Новокузнецька, Мінусинська і Красноярська до −470 м. У серпні 1983 р. спелеологи з Мінусінська і Новокузнецька (кер. М. Васильєв, В. Вілісов) досягли глибини −510 м, а група з Красноярська (кер. У. Коносов) — 635 м. У грудні 1983 р. красноярськими спелеологами (кер. С. Мусіяченко) була досягнута глибина −740 м, а в лютому 1984 р. — −815 м (кер. В. Плотніков). У серпні 1984 р. красноярська група здійснила проходження сифона (кер. П. Міненков).